# Marit Nybakk
Marit Nybakk (Nord-Odal, 14 de febrero de 1947) es una política noruega. Es miembro del Partido Laborista y es vicepresidenta primera del Parlamento noruego. Presidió el Consejo Nórdico en 2013. Desde 2016 es Presidenta de la Asociación Noruega de Derechos de la Mujer en sustitución de la socióloga Margunn Bjørnholt.
Socialdemócrata pragmática y defensora de la Tercera Vía, se convirtió en miembro del Parlamento en 1986 como sustituta de Gro Harlem Brundtland cuando ésta se convirtió en primera ministra y actualmente es la miembro parlamentaria antigua de Noruega y la mujer que más tiempo dura de todos los tiempos. En 2009 se convirtió en la tercera vicepresidenta del Storting, antes de convertirse en primera vicepresidenta en 2013.
Nybakk ha sido una de los principales políticas del Partido Laborista en asuntos extranjeros y de defensa desde los años noventa y ha sido portavoz de su partido en defensa. Fue Presidenta del Comité Permanente de Defensa entre 2001 y 2005 y Vicepresidenta del Comité Permanente de Asuntos Exteriores entre 2005 y 2009. Se convirtió en líder del Grupo Socialista en la Asamblea Parlamentaria de la OTAN en 2009.